# 大内裏

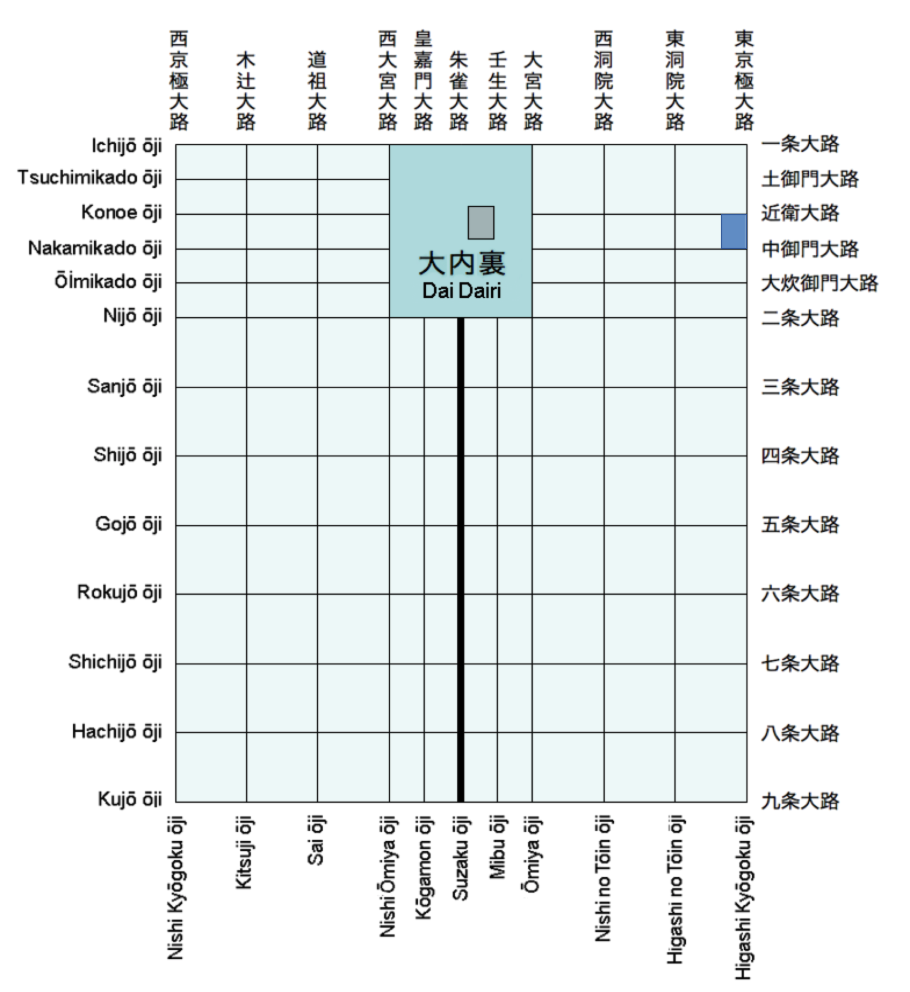
平安京大内裏の位置

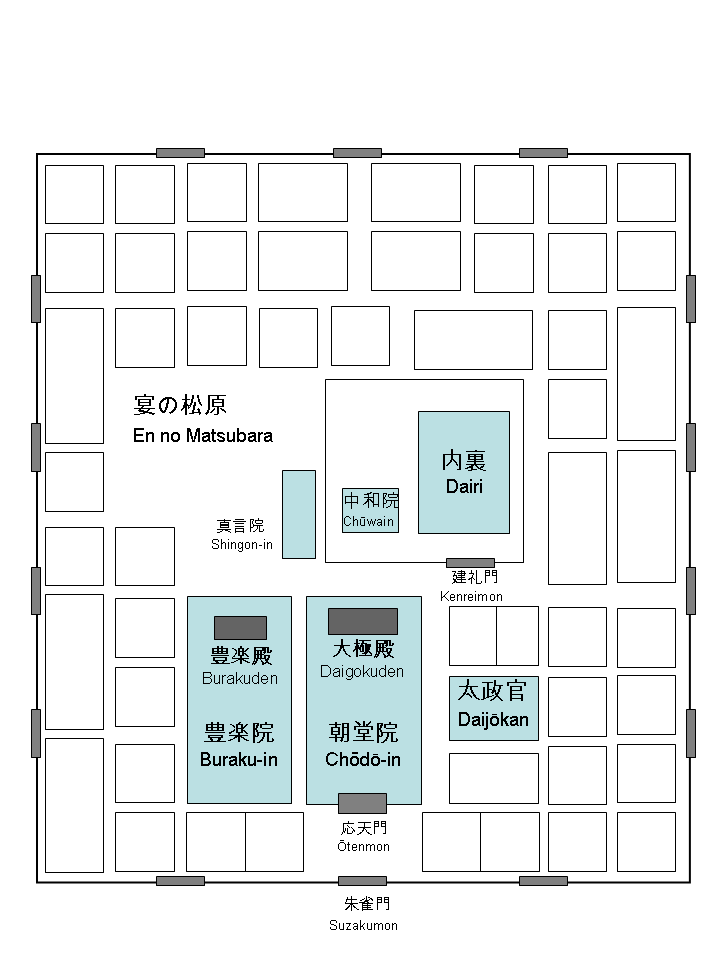
平安京大内裏（平安宮）

大内裏（だいだいり）とは、平安京の宮城である。別名平安宮。
平安京における宮城内の天皇在所である内裏が「大内裏」と呼ばれた。14世紀になると宮城全体を「大内裏」と称するようになり、この用例が一般化するようになる。平安京の北辺中央に位置する。

## 構造
東西約1.2km、南北約1.4kmの、行政施設・国家儀式や年中行事を行う殿舎、天皇の居住する内裏が設置されている区域であった。
大内裏の周囲は築地の大垣が張り巡らされており、この築地を「宮城垣」または「外の重（とのえ）」という。

## 門
門は最も外側に「宮城門（きゅうじょうもん）」が位置し、内裏外郭の門を「宮門（きゅうもん）」、内郭の門を「閤門（こうもん）」という。
宮城十二門は次の通り。
| 画像                                                                                              | 位置 | 位置 | 弘仁式   | 貞観式   | 延喜式 | 読みの転訛                                   | 読みの転訛 | 造進氏族 | 通称             |
| 画像                                                                                              | 位置 | 位置 | 弘仁式   | 貞観式   | 延喜式 | 貞観式                                       | 延喜式     | 造進氏族 | 通称             |
| ------------------------------------------------------------------------------------------------- | ---- | ---- | -------- | -------- | ------ | -------------------------------------------- | ---------- | -------- | ---------------- |
| 安嘉門 偉鑒門 達智門 上西門 殷富門 藻壁門 談天門 上東門 陽明門 待賢門 郁芳門 皇嘉門 朱雀門 美福門 | 東面 | 北   | 県犬養門 | 山門     | 陽明門 | やま                                         | やうめい   | 山氏     | 兵衛御門         |
| 安嘉門 偉鑒門 達智門 上西門 殷富門 藻壁門 談天門 上東門 陽明門 待賢門 郁芳門 皇嘉門 朱雀門 美福門 | 東面 | 中   | 山門     | 建部門   | 待賢門 | たけるべ                                     | たいけん   | 建部氏   | 中御門           |
| 安嘉門 偉鑒門 達智門 上西門 殷富門 藻壁門 談天門 上東門 陽明門 待賢門 郁芳門 皇嘉門 朱雀門 美福門 | 東面 | 南   | 達部門   | 的門     | 郁芳門 | いくは                                       | いくはう   | 的氏     | 大炊御門         |
| 安嘉門 偉鑒門 達智門 上西門 殷富門 藻壁門 談天門 上東門 陽明門 待賢門 郁芳門 皇嘉門 朱雀門 美福門 | 南面 | 東   | 壬生門   | 壬生門   | 美福門 | みぶ                                         | びふく     | 壬生氏   | 壬生御門         |
| 安嘉門 偉鑒門 達智門 上西門 殷富門 藻壁門 談天門 上東門 陽明門 待賢門 郁芳門 皇嘉門 朱雀門 美福門 | 南面 | 中   | 大伴門   | 大伴門   | 朱雀門 | おおとも（大伴氏の名はすぐ北の応天門に残る） | すざく     | 大伴氏   | 大伴門           |
| 安嘉門 偉鑒門 達智門 上西門 殷富門 藻壁門 談天門 上東門 陽明門 待賢門 郁芳門 皇嘉門 朱雀門 美福門 | 南面 | 西   | 若犬養門 | 若犬養門 | 皇嘉門 | わかいぬかい                                 | くわうか   | 若犬甘氏 | 雅楽寮門         |
| 安嘉門 偉鑒門 達智門 上西門 殷富門 藻壁門 談天門 上東門 陽明門 待賢門 郁芳門 皇嘉門 朱雀門 美福門 | 西面 | 南   | 玉手門   | 玉手門   | 談天門 | たまて                                       | だんてん   | 玉手氏   | 馬寮の門         |
| 安嘉門 偉鑒門 達智門 上西門 殷富門 藻壁門 談天門 上東門 陽明門 待賢門 郁芳門 皇嘉門 朱雀門 美福門 | 西面 | 中   | 佐伯門   | 佐伯門   | 藻壁門 | さえき                                       | さうへき   | 佐伯氏   | 西中御門         |
| 安嘉門 偉鑒門 達智門 上西門 殷富門 藻壁門 談天門 上東門 陽明門 待賢門 郁芳門 皇嘉門 朱雀門 美福門 | 西面 | 北   | 伊福部門 | 伊福部門 | 殷富門 | いふくべ                                     | いんぷ     | 伊福部氏 | 西近衛門         |
| 安嘉門 偉鑒門 達智門 上西門 殷富門 藻壁門 談天門 上東門 陽明門 待賢門 郁芳門 皇嘉門 朱雀門 美福門 | 北面 | 西   | 海犬養門 | 海犬養門 | 安嘉門 | あまいぬかい                                 | あんか     | 海犬甘氏 | 兵庫寮御門       |
| 安嘉門 偉鑒門 達智門 上西門 殷富門 藻壁門 談天門 上東門 陽明門 待賢門 郁芳門 皇嘉門 朱雀門 美福門 | 北面 | 中   | 猪使門   | 猪使門   | 偉鑒門 | いかい                                       | いかん     | 猪養氏   | 不開(あかずの)門 |
| 安嘉門 偉鑒門 達智門 上西門 殷富門 藻壁門 談天門 上東門 陽明門 待賢門 郁芳門 皇嘉門 朱雀門 美福門 | 北面 | 東   | 丹治比門 | 丹比門   | 達智門 | たぢひ                                       | たっち     | 丹治比氏 | 多天井門         |

宮城門には、以上の十二門に加えて東面では陽明門のさらに北に上東門（じょうとうもん）、西面では殷富門のさらに北に上西門（じょうさいもん）があった。上東門と上西門は大蔵通用門として「屋根を設けず築地を開いただけ」の門であったため、「土の門」=「土御門」と呼ばれた。この門を出た通りが「土御門大路」であり、姓氏の土御門家や藤原氏邸宅土御門殿はこの地名に由来している。上東門と上西門を除く12門が「宮城十二門」と総称される。

## 大内裏の主な施設
- 朝堂院：大内裏の正庁。政務や儀式の際に官吏が着座する場。
  - 大極殿：朝堂院の正殿。天皇が政務や国家的儀式を行う場。
- 豊楽院：朝堂院の西にあり、節会の宴や外国使節歓待などが行われた。
- 左近衛府・右近衛府
- 内裏：天皇の居住の場。平城京では朝堂院の真北に位置していたが、平安京では東北に位置する。天皇の御所である紫宸殿や後宮がある。
  - 紫宸殿：内裏の正殿。平安中期以降は大極殿に変わり、儀式、公務、謁見の間として使われた。
  - 清涼殿：天皇の住居
  - 後涼殿
  - 仁寿殿：相撲観戦、元服の儀式など天皇の私的な行事に使われる。
  - 蔵人所詰所
  - 春興殿：小姓の詰所。
  - 東宮
  - 後宮
    - 常寧殿：皇后の住居
    - 弘徽殿
    - 承香殿
    - 飛香舎
    - 昭陽舎
- 宴の松原：内裏の西に位置する空閑地で、もとは内裏の建て替え用地だったと言われる。
- 太政官府
- 神祇官府
- 八省庁：中務、式部、治部、民部、兵部、刑部、大蔵、宮内の各省。
- 令外官府

## 歴史
村上天皇の日記（村上天皇御記、天暦御記）によると、元は秦河勝の邸宅があった場所であるという。大内裏・内裏は10世紀後半以降、たびたびの焼失に見舞われた。最初の焼失は村上天皇の天徳4年（960年）のことで、村上天皇御記で「人代以後」3度目の内裏焼失（難波宮・藤原宮に次ぐと認識された）を平安遷都170年で招いた自らの不徳を嘆いた。村上天皇は冷泉院を里内裏とし、翌応和元年（961年）に大内裏が再建されると還幸した。しかし、再建した大内裏も15年後、円融天皇の貞元元年（978年）に焼失してしまう。
以後、内裏の再建と焼亡は頻繁に起こり、円融天皇・一条天皇の時代にはそれぞれ再建と焼亡を1～3年間隔で3度ずつ繰り返した。三条天皇の長和4年（1015年）には、9月20日に再建が成った内裏に1年ぶりに帰ったのにもかかわらず、わずか2か月後の11月17日に内裏が焼失する有様であった。また、当初は1～2年程度で行われた再建も、一条天皇の寛弘2年（1005年）に発生した焼亡からの再建に6年を要したのを皮切りとして間隔が長くなる傾向が見られ、天皇の里内裏暮らしが常態化するようになった。

### 院政期
白河天皇の永保2年（1082年）に焼亡した内裏は、康和2年（1100年）の再建までに足掛け19年を要した。このため、応徳3年（1086年）に譲位された堀河天皇は、堀河院という里内裏で践祚することとなった。また堀河天皇は内裏再建後も里内裏で暮らした期間が長く、天皇在位期間の大半を里内裏で過ごした。以後の院政期の天皇たちも同様で、鳥羽天皇は15年半の在位期間中合計7か月程度しか内裏で暮らしておらず、崇徳天皇は儀式などのために大内裏に4回赴き滞在したが、内裏には一度も足を踏み入れなかった。天永3年（1112年）に鳥羽天皇の里内裏である高陽院が焼失した際には、本来の内裏が存在して使用可能であるにもかかわらず「次の里内裏」を選ぶ議論が行われた。『中右記』によれば、治天である白河法皇が「内裏の殿舎は甚だ広博なり」（内裏は広すぎる）という理由を挙げて幼少の天皇の内裏住まいに反対したといい、孫である天皇を法皇の御所である小六条殿に同居させて（それまで天皇と院の同居は異例であった）天皇を庇護・後見する院という政治体制を体現した。院政を敷く治天は大内裏の修築・活用を嫌い、慈円の『愚管抄』には藤原忠通（慈円の父）が「捨てられた」大内裏の復興を提起したものの鳥羽院が退けた話が載せられている。康和2年（1100年）再建の内裏は承久元年（1219年）まで119年間焼失を免れるが、天皇が日常的に暮らさなくなったために火を使わなくなったことが理由と考えられる。
大内裏全体は荒廃の一途をたどったが、特定の建物は儀礼の場として維持された。即位式を行う大極殿などで、即位式が行われる時期だけは修造・復興がなされた。保元2年（1157年）、後白河天皇の近臣である信西（藤原通憲）が主導して大内裏再建が着手された。算術に明るい信西は自ら計算を行って各国に無理なく費用を分担させたといい、1年足らずで造営を終えた。ただし近年の研究によれば信西が再建したのは朝堂院（その正殿である大極殿や回廊・会昌門）・朱雀門など限られたものであり、二条天皇の即位式（保元3年（1158年））の会場として整備されたものと考えられる。
安元3年（1177年）に発生した安元の大火（太郎焼亡）は、朝堂院（大極殿を含む）が焼失するなど、大内裏に壊滅的被害を与えた（内裏は焼失を免れた）。大極殿再建が間に合わなかったために、安徳天皇は内裏の紫宸殿で即位式を行ったが、安徳天皇が平家とともに没したために内裏での即位は「凶例」と見なされ、後鳥羽天皇は太政官庁で即位した（後三条天皇が、焼失した大極殿の代わりに太政官庁で即位式を行った前例があった）。以後室町期まで、中世の天皇は太政官庁で即位することが定例となる。
治承・寿永の乱を経て朝廷は明白な財政難に陥った。安元の大火で焼失した大内裏の再建は遅々として進まず、文治5年（1189年）にようやく再建が始まった。承久元年（1219年）に内裏を含めた大内裏が焼失。その再建途上の安貞元年（1227年）に火災によって全焼し、これをもって大内裏の再建は放棄された。

### 内野
平安後期の大内裏は、周囲に巡らせた大垣が維持されて（正門たる朱雀門周辺では）威容を保った一方、大垣の内側では内裏などの一部施設を除いて空閑地であったことが考古学的に確認されている。大内裏の廃墟になった部分は内野（うちの）と呼ばれるようになった。平安時代中期成立の『今昔物語集』 巻第二十七第三十三「西京の人、応天門の上の光る物を見る語」には、西京（右京）に住む者が深夜に「内野通」を通り、応天門と会昌門の間で怪しい光を目撃した話であるが、平安時代中期にはすでに大内裏が夜間通行可能な荒地と化し、そこに「内野通」という道路が作られていたことを物語る。「内野通」は、当時の市街地であった左京北部と西の嵯峨方面とを結ぶ道のひとつであった。
内野は鎌倉時代には武士たちの馬場として利用された。各地から上京した武士が京中の秩序を乱すことを懸念した鎌倉幕府が天福元年（1233年）に出した禁制の中には、内野を馬場として馬術や騎射術の訓練を行うことを禁じるものがある。元弘3年（1333年）に足利尊氏が六波羅探題を攻めた際、六波羅の軍勢が内野に布陣して迎え撃ったのを皮切りとして、明徳2年（1391年）の明徳の乱における内野合戦など、南北朝期から戦国期にはしばしば戦場として利用された。
室町時代には、内野の北に位置する北野社が内野や朱雀大路を占拠して農地を開発し、室町幕府に社領として認めさせた。その一方で、天皇の即位式の会場となる太政官庁、各種神道儀式が行われてきた神祇官、各種仏教儀式が行われてきた真言院の3つの施設は南東にある神泉苑と共に荒廃しながらも内野の中に存続していたが、応仁の乱でこれらの施設は焼失し、再建することが出来なかった。このため、後柏原天皇の即位式は内裏を大内裏の空間に見立てて実施された。
天正15年（1587年）、豊臣秀吉は内野に聚楽第を建設したが、その後豊臣秀次失脚の余波で破却された。近世には聚楽村（聚楽廻り）という農村となって近代を迎え、現代では京都市街地の一部（中京区の「聚楽廻」を冠する町など）となっている。

## のちの施設との関係
幕末まで天皇が住んだ京都御所は、1331年に光厳天皇が里内裏だった土御門東洞院殿を皇居として定めたものである。現存の建物は1855年に建造された建物と太平洋戦争後に復元された建物が混在している。
1895年には平安神宮が建立され、内部に大極殿、応天門など大内裏朝堂院の施設が縮尺復元された。

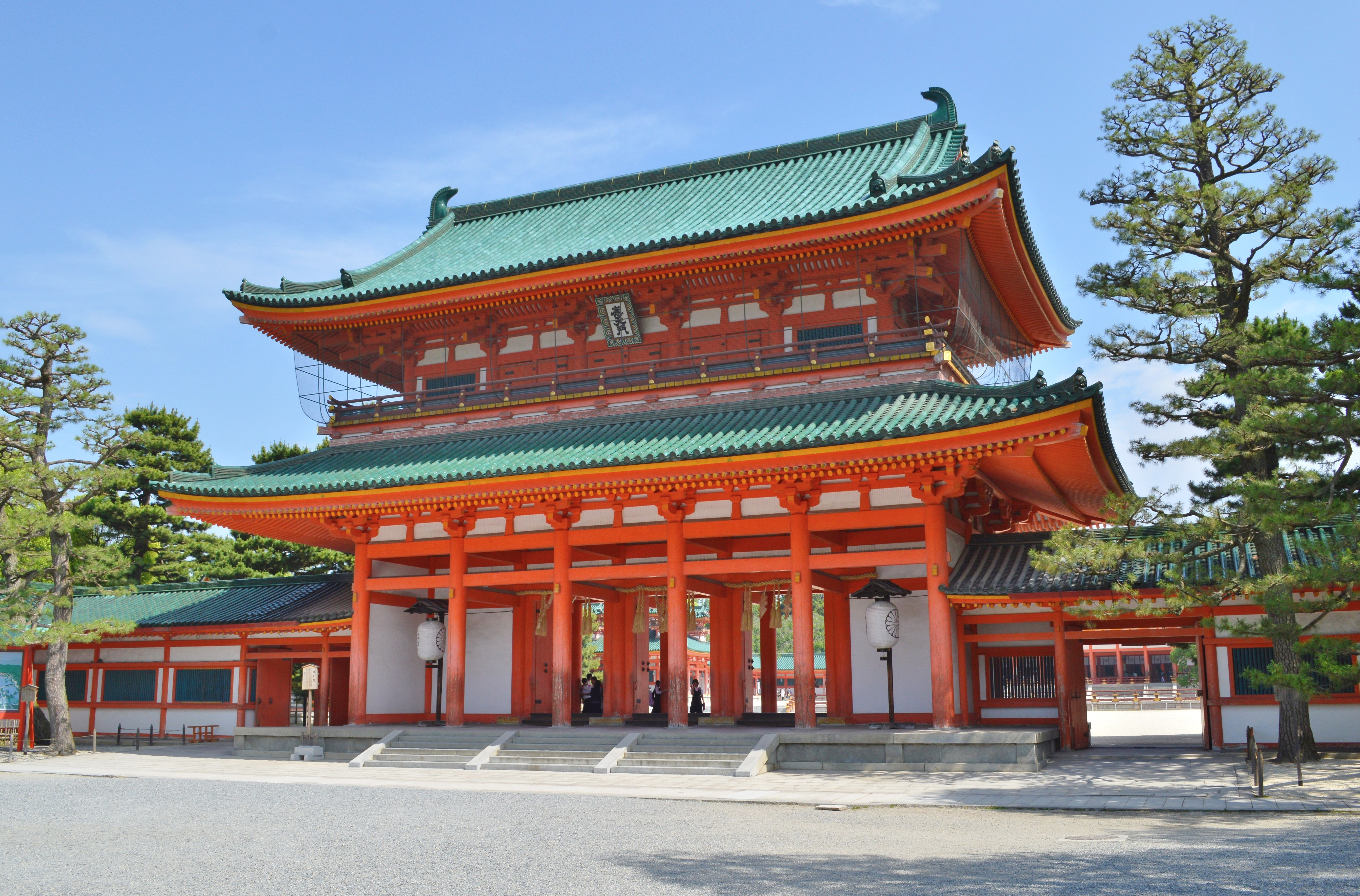
応天門（平安神宮）
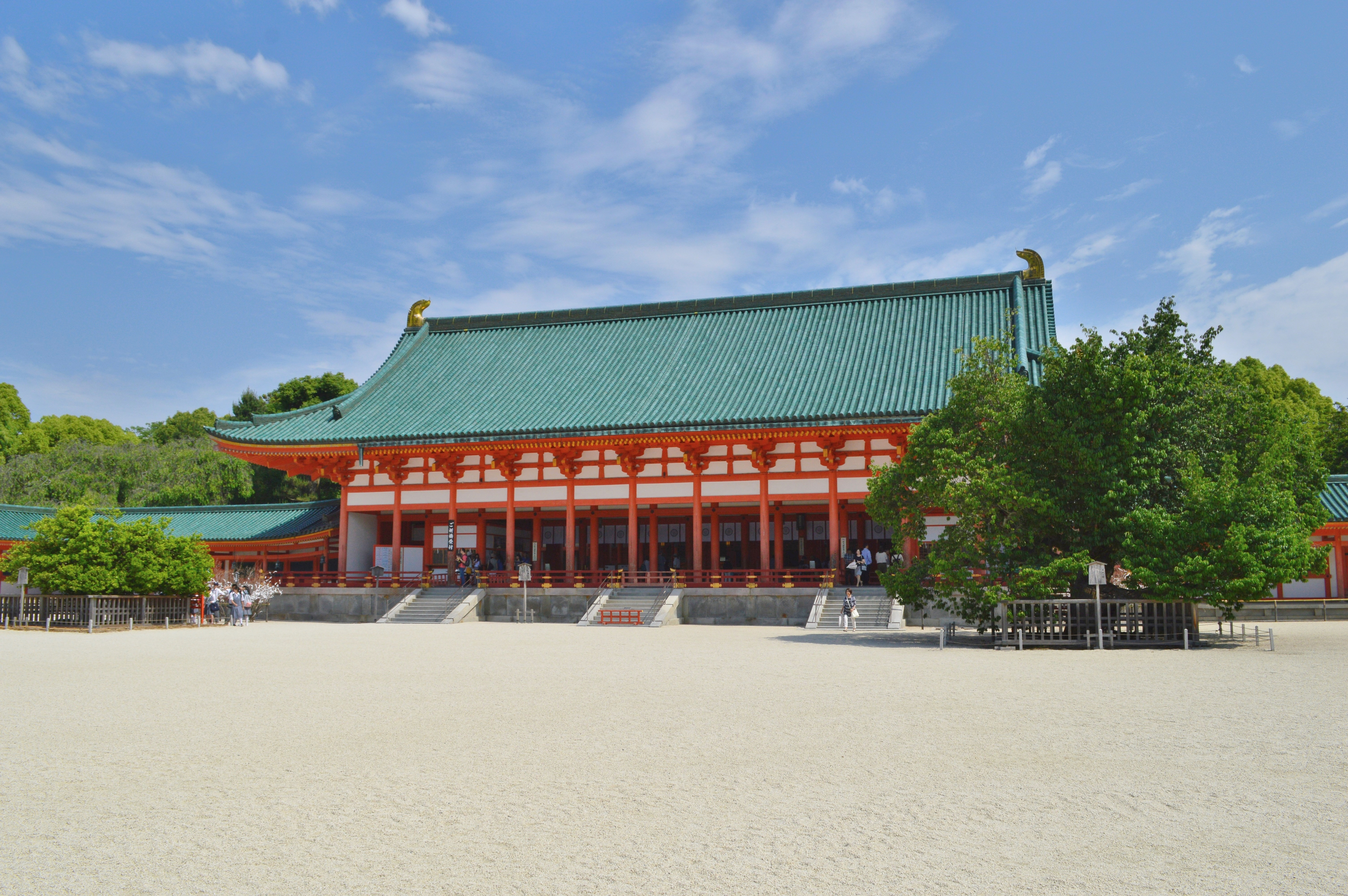
大極殿（平安神宮）
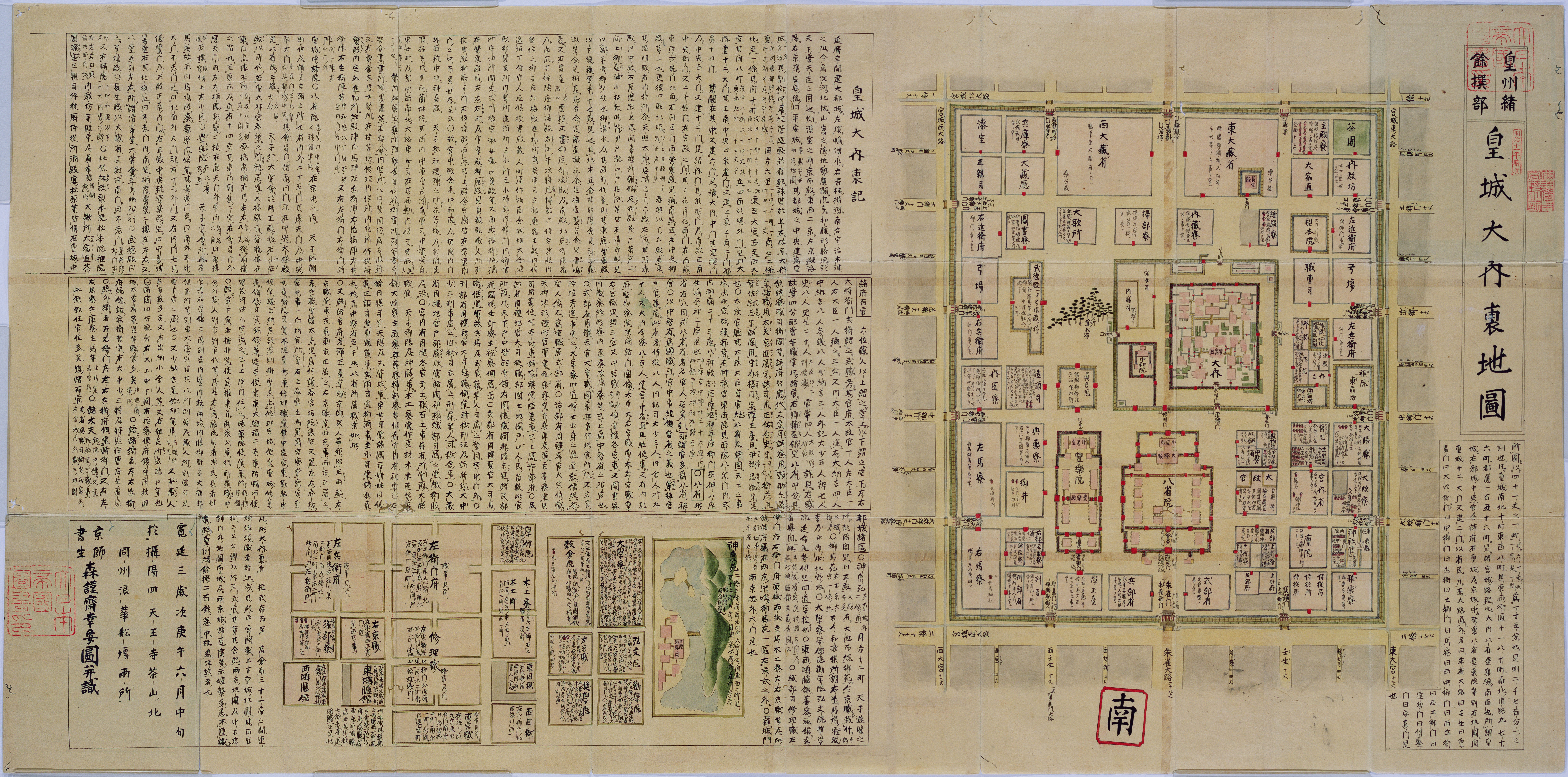
皇城大内裏地図。寛延3年（1750年）。森幸安書写。

## 文化財

### 重要文化財（国指定）
- 平安宮豊楽殿跡出土品（考古資料） - 明細は以下。京都市所有、京都市埋蔵文化財調査センター保管。2005年（平成17年）6月9日指定[31]。
  - 緑釉・三彩瓦 422点
  - 瓦塼類 237点
  - 白色土器 3点
  - 金属製品 3点
  - ガラス玉 1点
  - 基壇石材 8点

### 国の史跡
- 平安宮跡
1979年（昭和54年）12月22日、史跡「平安宮内裏内郭回廊跡」の指定。
1990年（平成2年）2月22日、史跡「平安宮豊楽殿跡」の指定。
2008年（平成20年）7月28日、史跡「平安宮内裏内郭回廊跡」と「平安宮豊楽殿跡」を統合し、清暑堂跡の一部および豊楽殿・清暑堂間の廊跡を追加指定して、「平安宮跡 内裏跡・豊楽院跡」に名称変更。
2017年（平成29年）2月9日、朝堂院大極殿回廊跡の一部（内野公園）・豊楽院跡の一部を追加指定して、「平安宮跡 内裏跡・朝堂院跡・豊楽院跡」に名称変更[32]。
2021年（令和3年）3月26日、史跡範囲の追加指定[33]。

### 京都市指定文化財
- 有形文化財
  - 平安宮内裏承明門跡 地鎮め遺構出土品 42点（考古資料） - 京都市考古資料館保管。2008年（平成20年）4月1日指定。
  - 平安宮内酒殿跡出土 「内酒殿」木簡（考古資料） - 京都市考古資料館保管。2010年（平成22年）4月1日指定。
  - 平安宮出土 和歌墨書土器（考古資料） - 京都市考古資料館保管。2010年（平成22年）4月1日指定。
- 史跡
  - 平安宮造酒司倉庫跡 - 1997年（平成9年）4月1日指定。

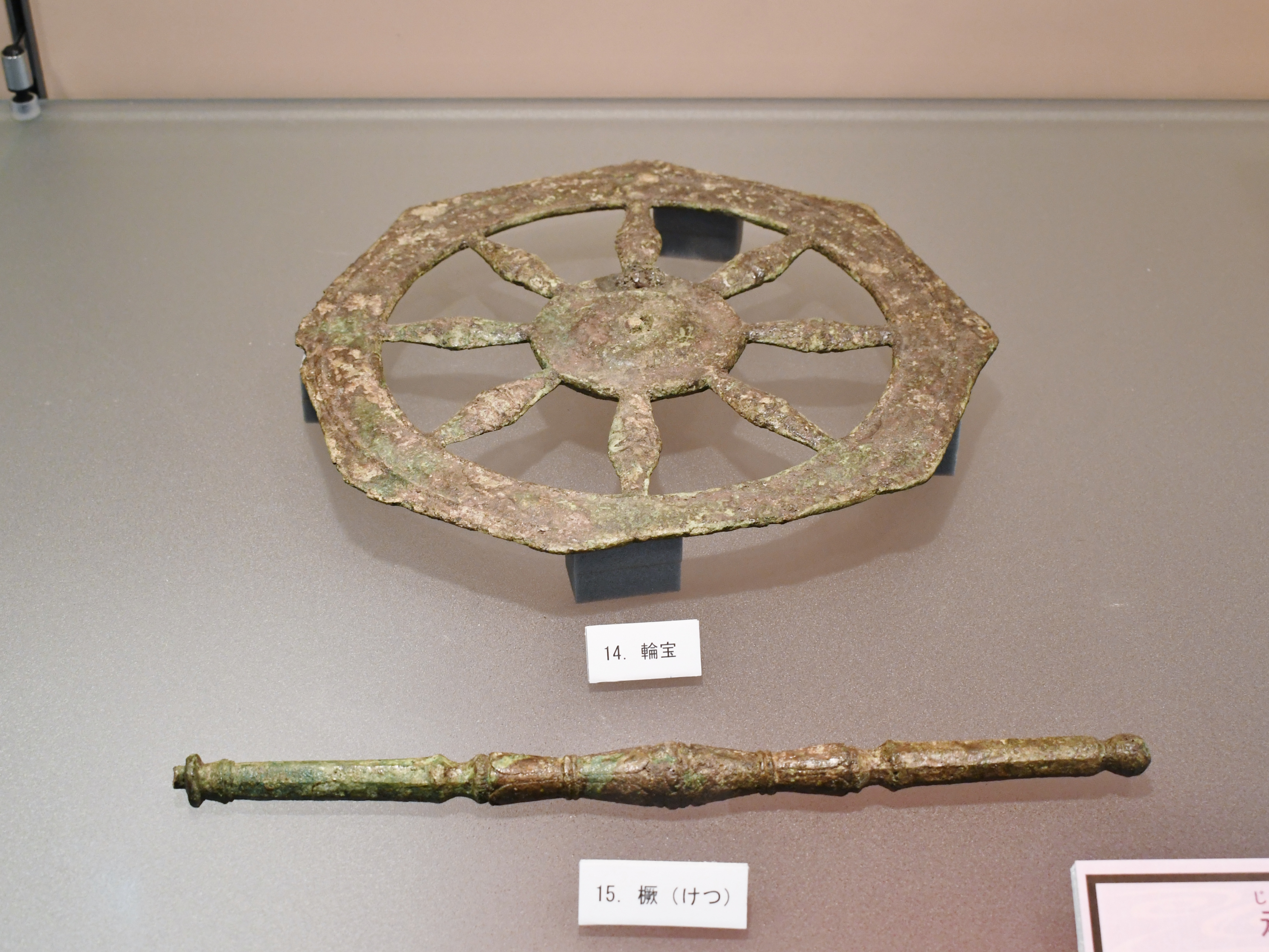
平安宮内裏承明門跡 地鎮め遺構出土品のうち輪宝・橛